# Hachel
Hubert Lambert dit Hachel, né le 28 octobre 1945 à Saint-Georges-sur-Meuse (province de Liège), est un dessinateur de bande dessinée belge francophone.

## Biographie
Hubert Lambert naît le 28 octobre 1945 à Saint-Georges-sur-Meuse en province de Liège.
Après des humanités gréco-latines à Seraing, il publie pour la première fois Mésaventures sans paroles dans le journal Spirou no 1400 en 1965 pendant ses études. Il crée un premier personnage muet à l'exception du mot Hello dont la seule onomatopée de la bande dessinée humoristique est un tap-tap du pied. Cette création irréaliste, mâtinée d'humour anglais, avant-gardiste pour l'époque, vaut à son auteur, à l'âge de 22 ans, de figurer comme seul Belge, dans l'anthologie écrite par Jacques Sternberg et préfacée par René Goscinny intitulée : Les Chefs-d'œuvre de la bande dessinée, publiée par Planète en 1967.
Il obtient en 1966, un graduat en arts graphiques à l’École supérieure des arts Saint-Luc de Liège, en publicité et illustration.
En 1967, il collabore avec Mittéï et Édouard Aidans pour Tintin et avec Michel Greg pour Pif, pour La Wallonie, il réalise Yves Saint-Georges en style réaliste et Puppy en style humoristique. La même année il réalise un mini-récit dans Spirou intitulé Les Plus Laides Histoires de l'oncle Pierre - Le Cheval de trois. En 1969, il crée Charlequin et Benjamin dans le journal Tintin.
En 1975, sur une idée de Greg, il crée la série dérivée Les Aventures de Papa Talon dont la publication débute dans Achille Talon magazine. Quatre épisodes sont réalisés et publiés dans ce trimestriel. Ils sont repris en un album intitulé Pour quelques canettes de plus chez MC Productions en 1988. Cet album est réédité par Soleil avec une nouvelle illustration de couverture en 1992.
On retrouve sa signature dans la collection « Humour » du fanzine Keskidi dans les numéros 51 et 52 en 2010.
En 2012, il sort à l'occasion des 40 ans du personnage le 9e tome en noir et blanc de Benjamin, Travaille que vaille, La BD, cinéma de papier, un ouvrage didactique mettant en scène le même personnage qui dissèque les diverses facettes d'une BD, d'un cartoon ou d'une publicité, ainsi que l'intégrale de son premier personnage Mésaventures sans paroles. 
En outre, il participe aux albums collectifs 35 ans du journal Tintin - 35 ans d'humour (Le Lombard, 1981), L'Agenda du Journal Tintin 1984 (Le Lombard, 1983) et Animaux a(d)mis (Alliance européenne, 1990).
En 2021, il se voit décerner le prix de la mer du Nord au festival de Knokke-Heist.

## Publications

### Albums de bande dessinée

#### Benjamin
- 1. Tranches de vie, tranches de l'art..., M. Carré, 1981
Scénario : Michel Dusart - Dessin : Hachel - Couleurs : noir et blanc
- 2. L'Intérêt de l'intérim, M. Carré, 1981
Scénario : Michel Dusart - Dessin : Hachel - Couleurs : noir et blanc

- 1983
  - Histoires de l'art, Benjamin t. 3, dessin de Hachel, scénario de Michel Dusart, éd. Hachel
  - Boulots et boulettes, Benjamin t. 4, dessin de Hachel, scénario de Michel Dusart, éd. Hachel
- 1994 : Bon anniversaire Benjamin, Benjamin t. 5, dessin de Hachel, scénario de Michel Dusart, éd. Hachel
- 2009 : Travail que vaille, dessin de Hachel, scénario de Michel Dusart, éd. Hachel

Les Aventures de Papa Talon
- Pour quelques canettes de plus, MC Productions, Toulon, novembre 1988
Scénario : Hachel, Greg - Dessin : Hachel - Couleurs : Studio Leonardo -  (ISBN 2-87764-007-8),Réédition Soleil en 1992  (ISBN 2-87764-088-4)

### Collectifs
- 35 ans du journal Tintin - 35 ans d'humour[11], Le Lombard, Bruxelles, septembre 1981
Scénario et couleurs : collectif - Dessin : collectif dont Hachel - Préface de Raymond Leblanc
- L'Agenda du Journal Tintin 1984[12], Le Lombard, Bruxelles, 1983
Scénario et dessin : collectif dont Hachel - Couleurs : quadrichromie -  (ISBN 2-8036-0421-3),Participation : Benjamin.
- Animaux a(d)mis[13], Alliance européenne, Tilff, janvier 1990
Scénario : collectif - Dessin : collectif dont Hachel -  (ISBN 2-87364-000-6)
- Folklore wallon en bulles[14], Dricot, Bressoux, février 2010
Scénario : collectif - Dessin : collectif dont Hachel -  (ISBN 978-2-87095-389-1)

## Prix et distinctions
- 2021 :  prix de la mer du Nord, Festival de bande dessinée de Knokke-Heist (nl) à Knokke-Heist[10].

#### Livres
: document utilisé comme source pour la rédaction de cet article.
- Jacques Sternberg, Jacques Lob et Michel Caen (préf. René Goscinny), Les Chefs-d'œuvre de la bande dessinée, Paris, Planète, coll. « anthologie », 1967, 477 p., ill. (OCLC 1400585927, présentation en ligne)première anthologie du genre, créée à l'initiative de Jacques Bergier.
- Jean Van Hamme, Introduction à la bande dessinée belge, Bruxelles, Bibliothèque royale de Belgique, 1968, 80 p., ill. ; 26 cm (lire en ligne), p. 25[catalogue] publié à l'occasion de l'exposition La bande dessinée en Belgique, Bibliothèque Albert Ier, [Bruxelles], du 29 juin au 25 août 1968.
- Jean-Louis Lechat, Un demi-siècle d’aventures t. 2 : 1970 - 1996, Bruxelles, Le Lombard, 5 décembre 1996, 224 p., ill. ; 31 cm (ISBN 280361233X, OCLC 37995939, BNF 37539082, présentation en ligne), p. 6, 50, 55, 62, 86. .
- Jean Pirotte (dir.) et Luc Courtois, Du régional à l'universel. : L'imaginaire wallon dans la bande dessinée., Louvain-la-Neuve, Fondation wallonne Pierre-Marie et Jean-François Humblet, 1999, 310 p. (ISBN 978-2-9600072-3-7 et 2960007239, OCLC 1075833932), p. 229 lire sur Google Livres
- Jacques Fiérain, « Hachel », dans La BD dans les provinces de Liège, Namur et Luxembourg, Charleroi, Éd. l'Âge d'or, 2004, 112 p., ill. ; 31 cm (ISBN 9782960019698, OCLC 470388297, présentation en ligne), p. 48. .
- Henri Filippini, « Hachel », dans Dictionnaire de la bande dessinée, Paris, Bordas, 2005, 912 p., ill. ; 27 cm (ISBN 9782047299708 et 2047299705, OCLC 1009545288, présentation en ligne), p. 791. .
- Jacques Fiérain, La BD dans les provinces de Liège, Namur et Luxembourg, Charleroi, L'Âge d'or, 2004, 112 p. (ISBN 978-2-960-01969-8, OCLC 470388297).

#### Périodiques
- Jean-Pol Stercq, « La Galerie-photo de Tintin », Tintin, Le Lombard, no 2,‎ 1974.

#### Articles
- Daniel Schoorens, « Hachel : Des nouvelles de vos auteurs et héros préférés », lejournaldetintin.free.fr,‎ 2010 (lire en ligne, consulté le 5 juin 2022).

### Podcasts
- Émission numéro 80 Hachel - Milan Jespers sur 48FM via Mixcloud, (1 h 31 min 14 s).